# Йохан II фон Хамерщайн
Йохан II фон Хамерщайн (на немски: Johann II von Hammerstein; † сл. 1307) е бургграф на замък Хамерщайн на Рейн и рицар.
Той е син на рицар бургграф Фридрих I фон Хамерщайн († ок. 1262) и съпругата му Лиза фон Оберщайн, дъщеря на Еберхард III фон Оберщайн († 1217) и на Понцета. Внук е на бургграф Йохан I фон Хамерщайн († сл. 1230) и правнук на Лудвиг III фон Хамерщайн († 1204). Брат е на Фридрих I фон Хамерщайн († сл. 1311). Сестра му Поницета фон Хамерщайн се омъжва за Йоханес фон Райнберг, трусес фон Ринберг.
Около 1400 г. линията на бургграфовете на Хамерщайн изчезва.

## Фамилия
Йохан II фон Хамерщайн се жени за Кунигунда фон Вилденбург († сл. 1301), дъщеря на Герхард фон Вилденбург, господар на Хелпенщайн († сл. 1276) и Алайдис фон Хелпенщайн († 23 юни 1309). Те имат шест деца:
- Герхард фон Хамерщайн († 1341), женен пр. 1323 г. за Мехтилд фон Фолмещайн († сл. 1340), дъщеря на Дитрих I фон Фолмещайн-Бракел († 1313) и графиня Кунигунда фон Дортмунд († сл. 1304)
- Беатрикс фон Хамерщайн († сл. 1357), омъжена 1298 г. за бургграф Герхард IV фон Ландскрон († сл. 1370)
- Фридрих фон Хамерщайн († 1312/1313), рицар
- Герхард фон Хамерщайн († сл. 1336)
- Понцета фон Хамерщайн († 5 декември 1337)
- Елизабет фон Хамерщайн († сл. 1330)

## Галерия
- Останки от кула на замък Хамерщайн
- Замъкът Хамерщайн